# San Luis (La Paz)
San Luis (o San Luis Talpa) è un comune del dipartimento di La Paz, in El Salvador.